# Sint Anthonygasthuis (Groningen)
Het Sint Anthonygasthuis is een gasthuis in de stad Groningen. Het ligt aan de Rademarkt tegenover het hoofdbureau van politie.
Het gasthuis is gesticht in 1517 en werd deels gebouwd met stenen van het afgebroken Kasteel van Edzard aan de overzijde van de weg. Er is geen stichtingsbrief bekend, aannemelijk is dat het gesticht is door het stadsbestuur. Het lag aan de rand van de toenmalige stad, tegen de stadsmuur aan. Die locatie zal bewust gekozen zijn, omdat het oorspronkelijk ook diende als pesthuis. Later kreeg het ook de functie van dolhuis, welke functie het complex tot 1844 heeft gehad. Een deel van de inkomsten kwam van de stadjers die zondags tegen betaling naar de gekken of dollen kwamen kijken.
Na 1844 werd het een gasthuis voor ouden van dagen. In 1927 werd het complex nog uitgebreid. Tegenwoordig zijn de woningen beschikbaar voor alle leeftijden.

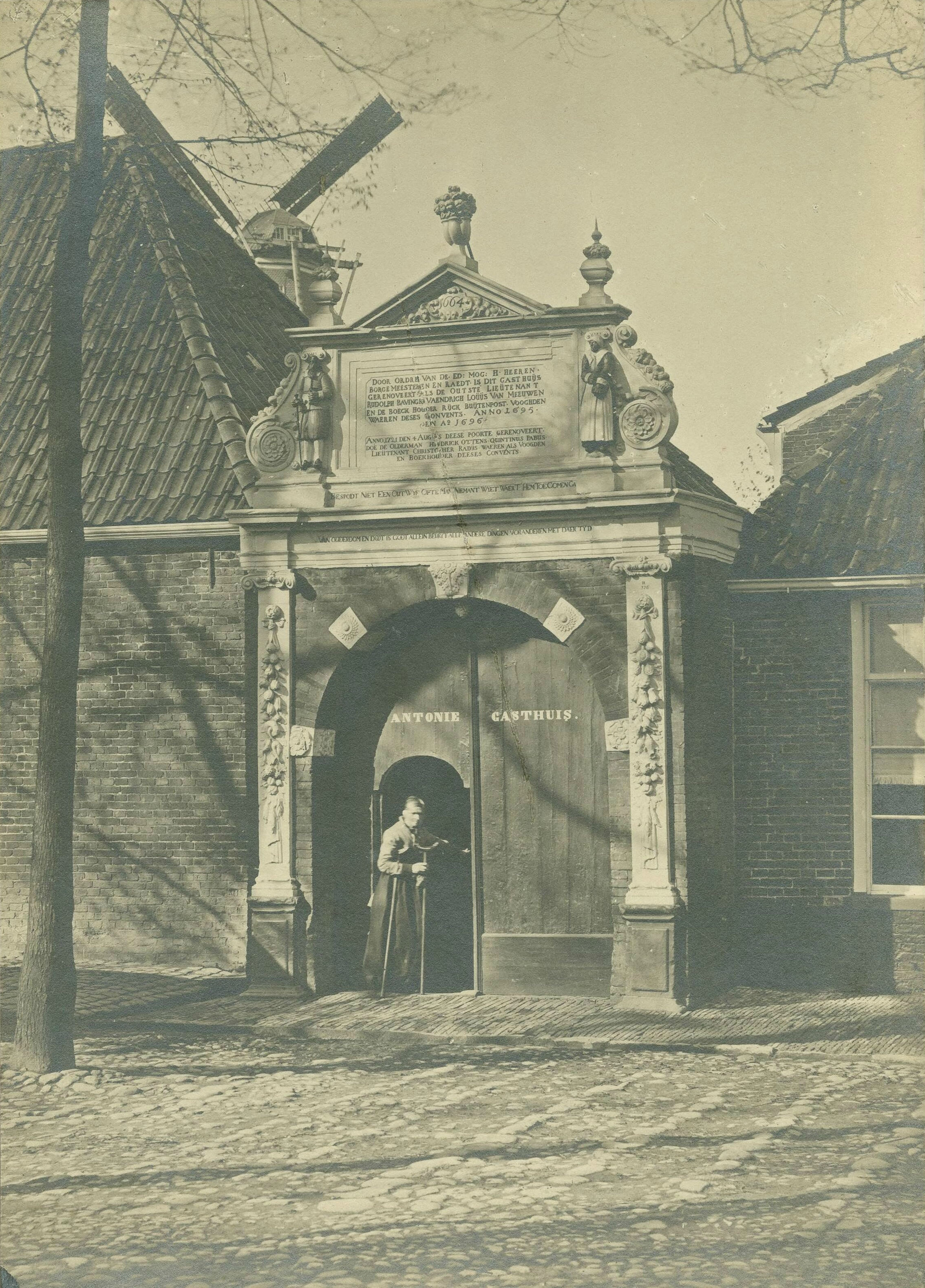
Bewoonster voor het gasthuis (ca. 1870)
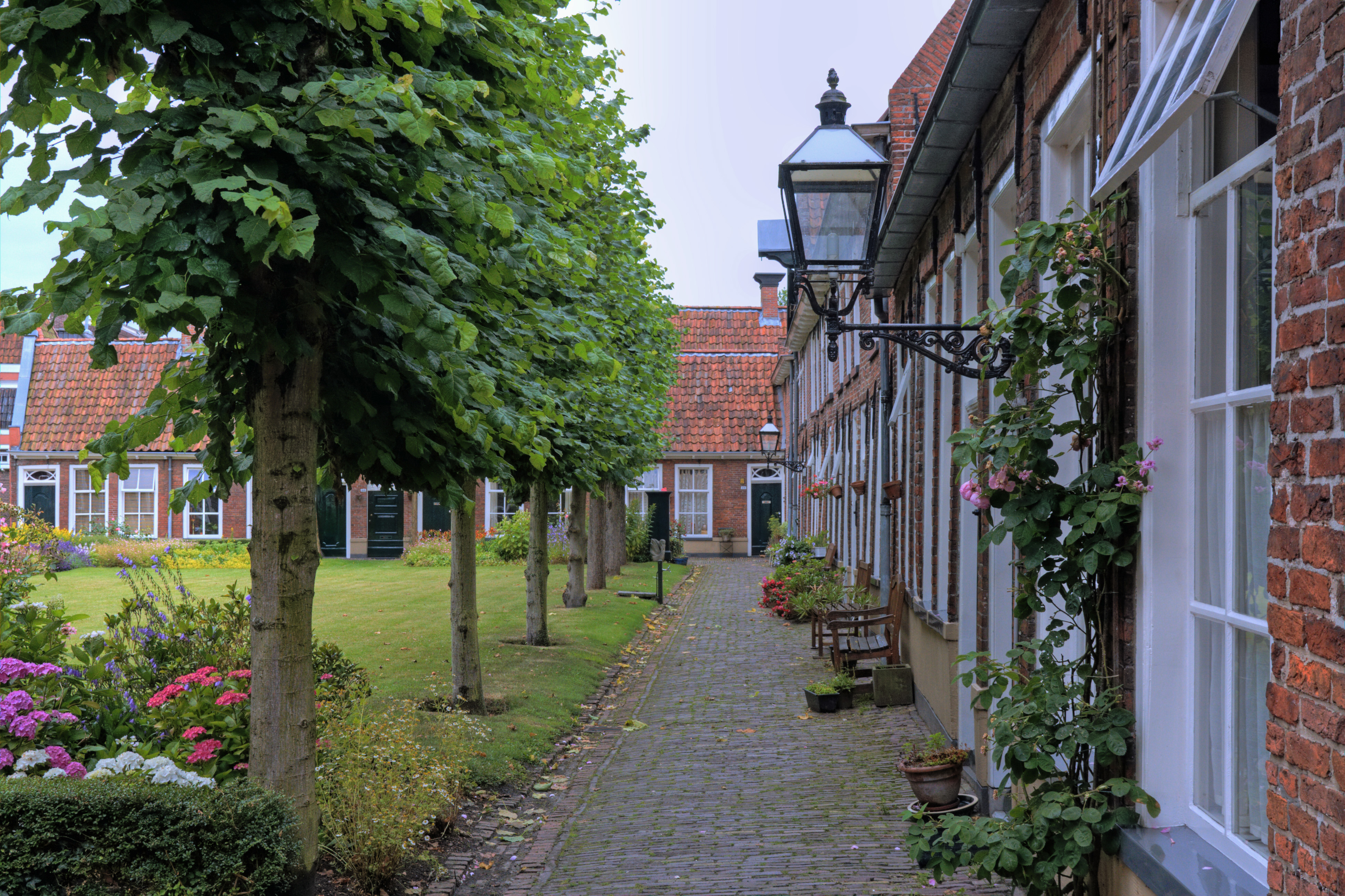
Binnenplaats
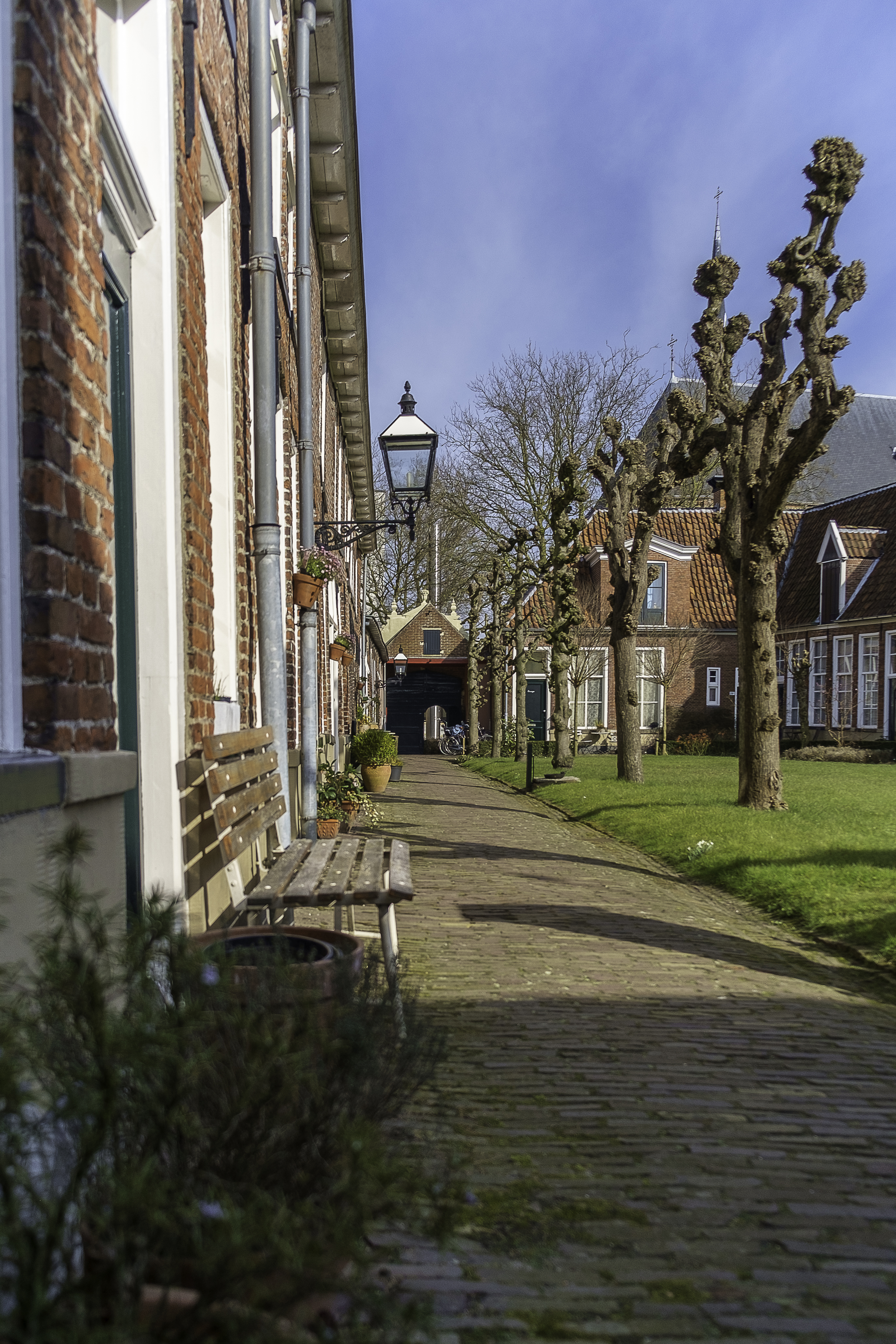
Binnenplaats

Aduardergasthuis ·
Anna Varvers Convent ·
Armhuiszitten Convent ·
Hofje Ceramstraat ·
Corneliagasthuis ·
Doopsgezind Gasthuis ·
Gerarda Gockingahuis ·
Hesselinkstichting ·
Jacob en Annagasthuis · 
Juffer Margarethagasthuis ·
Juffer Tette Alberdagasthuis ·
Jan Luitjensgasthuis ·
Mepschengasthuis ·
Middengasthuis (Kleine Rozenstraat) ·
Middengasthuis (Grote Leliestraat) ·
Latteringe Gasthuis ·
Pelstergasthuis ·
Pepergasthuis ·
Pieternellagasthuis ·
Remonstrants Gasthuis ·
Rustoord ·
Sint Anthonygasthuis ·
Sint Martinusgasthuis ·
Hofje Tellegenstraat ·
Ter Schouw-Van Sanen Stichting ·
Typografengasthuis ·
Ubbenagasthuis ·
Vrouw Fransensgasthuis ·
Vrouw Wilsoors- of Aaffien Olthofsgasthuis ·
Weldadige Stichting Ketelaar-Bos ·
Wytzes- of Schoonbeeksgasthuis ·
Zeylsgasthuis